# Flagnad bägarlav
Flagnad bägarlav (Cladonia decorticata) är en lavart som först beskrevs av Heinrich Gustav Flörke, och fick sitt nu gällande namn av Spreng.. Flagnad bägarlav ingår i släktet Cladonia, och familjen Cladoniaceae. Arten är reproducerande i Sverige.

## Bildgalleri

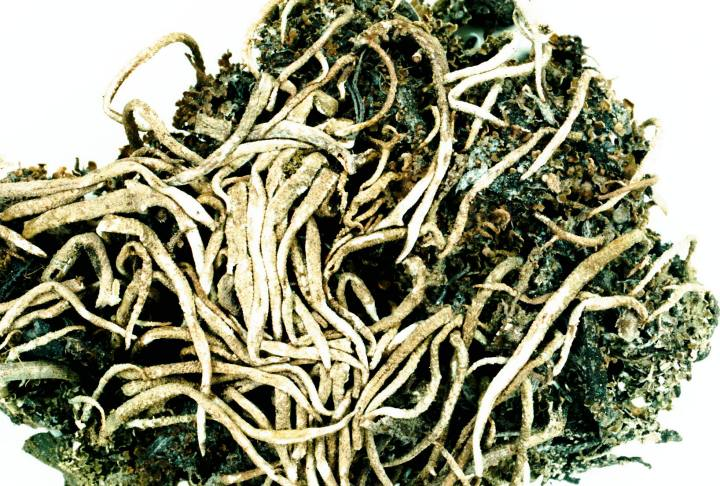
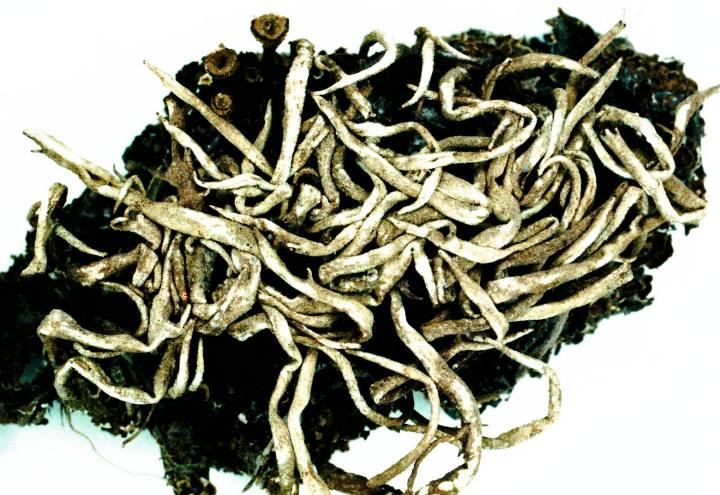
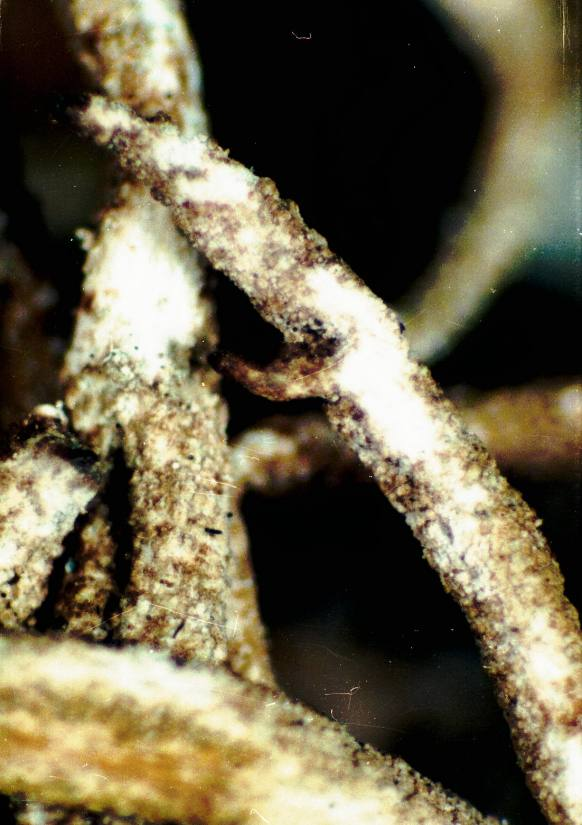
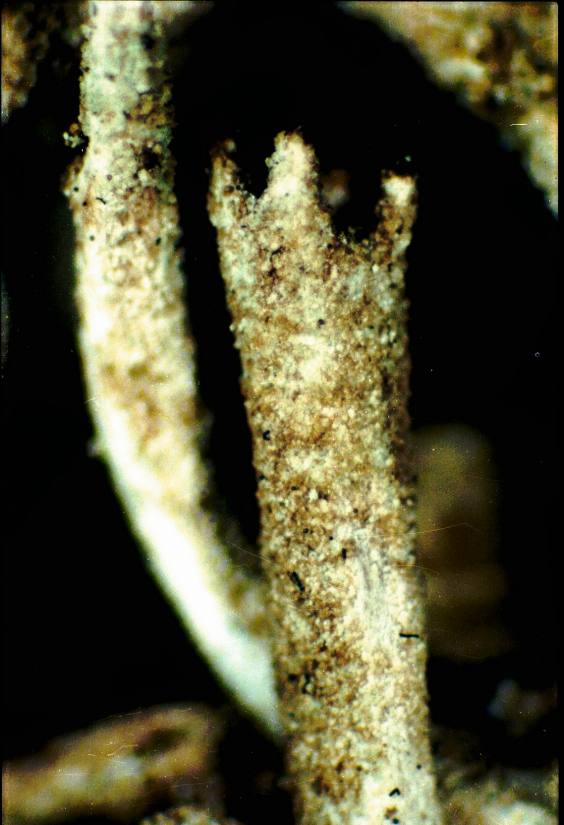
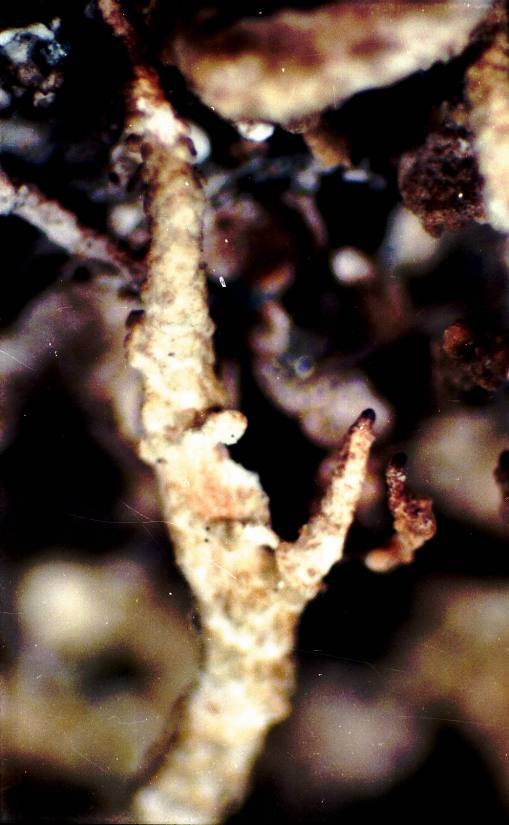
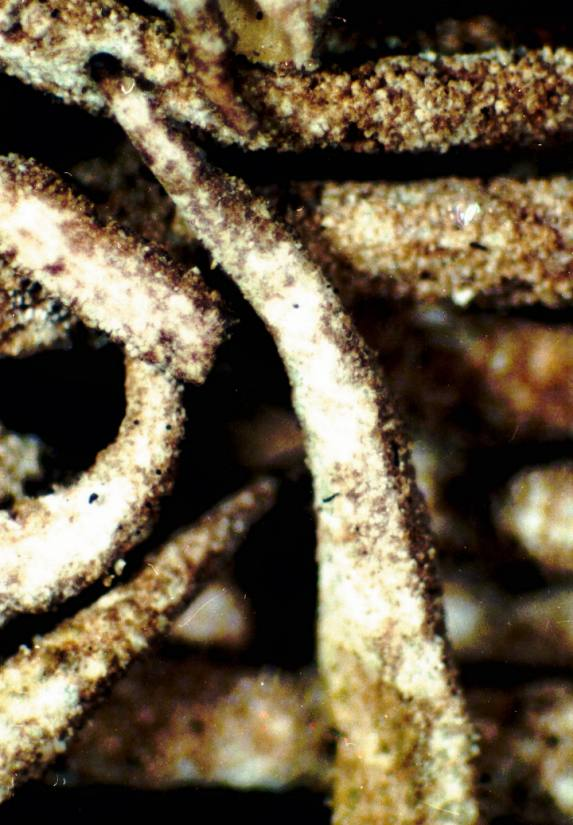